# Girls Against Boys
Girls Against Boys или GVSB — американская инди-рок-группа, возникшая в 1988 году в Вашингтоне (округ Колумбия), на данный момент базирующаяся в Нью-Йорке.
Изначально группа была задумана музыкантом и продюсером Эли Дженни как второстепенный проект, но в итоге оказалась довольно успешной, выпустив ряд альбомов и записав несколько саундтреков к фильмам.
С 2003 года активность группы резко спала, и Дженни переключился на продюсирование и участие в других проектах. В феврале 2009 года Girls Against Boys провели европейское турне.

## Состав
- Эли Дженни — бас-гитара, бэк-вокал, клавишные
- Скотт Маклауд — вокал, гитара
- Джонни Темпл — бас-гитара
- Алексис Флейзих — ударные

## Дискография

### Студийные альбомы
- Tropic of Scorpio («Adult Swim», май 1992)
- Venus Luxure No.1 Baby («Touch and Go», 1993)
- Cruise Yourself («Touch and Go», 1994)
- House of GVSB («Touch and Go», февраль 1996)
- Freak*on*ica («Geffen», 1998)
- You Can’t Fight What You Can’t See («Jade Tree», 2002)

### EP
- Nineties Vs. Eighties («Adult Swim», март 1992)
- Sexy Sam («Touch and Go», 1994)
- B.P.C./Satin Down («Your Choice Records», 1994)
- Super-fire («Touch and Go», февраль 1996)
- Disco Six Six Six («Touch and Go», октябрь 1996)

### Саундтреки к фильмам
- Клерки (1994)
- Series 7: The Contenders (2001)
- 200 Cigarettes (1999)
- Hedwig and the Angry Inch (2001)